# Faust Corneli Sul·la (cònsol)
Faust Corneli Sul·la (en llatí Faustus Cornelius Sulla) va ser un magistrat romà que va viure al segle i. Era net d'Antònia Major, filla de Marc Antoni i la seva mare era Domícia Lèpida. El seu pare era Faust Corneli Sul·la, cònsol l'any 31 i descendent del dictador Sul·la.
Va ser elegit cònsol sota Claudi (any 52) amb Luci Salvi Otó Titià. Era el gendre de Claudi, ja que es va casar amb la filla de l'emperador, Antònia. Al començament del regnat de Neró, Cesenni Pet va acusar Pal·les i Sext Afrani Burre de conspirar per posar a Faust al tron, i encara que l'acusació va ser declarada falsa, Neró ja el va mirar sempre amb desconfiança i va fer inventar un complot a un dels seus lliberts, en el qual Sul·la va ser acusat i condemnat al desterrament a Massília l'any 59. Però com que Neró tenia por de la proximitat de Sul·la a les legions de Germània a les quals podria revoltar, el va fer matar l'any 63.